# Харедім
Харедім (від івр. חרדים, «тремтливе» (перед Богом)) — узагальнююча назва і деякою мірою самоназва різних ультраортодоксальних єврейських релігійних громад і членів цих громад в Ізраїлі і поза ним. Стиль життя громад харедім визначається консервативними звичаями, сформованими в європейському єврействі до XX століття, а також традиційними канонами юдаїзму. Вищою духовною цінністю та ідеалом вважають довічне вивчення Тори і старанне виконання заповідей. Вітається виконання правил і звичаїв з найбільшою суворістю.
Інтереси харедім в парламенті Ізраїлю і органах місцевого самоврядування значною мірою представляють ультрарелігійні політичні партії. В ізраїльській політиці ці партії виступають проти порушень законів Тори на державному рівні. Депутати Кнесету з-поміж харедім зазвичай принципово не займають міністерські посади, але іноді керують міністерствами в чині заступника міністра. В Ізраїлі харедім складають близько мільйона осіб.

## Групи
За історичним походженням і традиціями виділяють дві основні групи:
- Ашкеназські харедім — нащадки східноєвропейських і центральноєвропейських євреїв.
- Сефардські харедім — вихідці з країн Середземномор'я, Північної Африки і Близького Сходу.

У напрямку в юдаїзмі:
- Хасиди — релігійний єврейський рух, що виник в середині XVIII століття. Засновником його вважається Баал Шем Тов. Відрізняється більш емоційним підходом до релігійного життя. Серед «хасидів» виділяють безліч «дворів» (громад) («Гур», «Белза», «Сатмар», «Бобов», «Махнівка», та ін.) На чолі кожного «двору» стоїть (або стояв у минулому) ребе, що направляє своїх послідовників. Відрізняються певним одягом і звичаями.
- Литовський напрямок — консервативна група в ортодоксальному юдаїзмі. Почала формуватися на території східної Європи в XVIII столітті. Відрізняється раціональним підходом до вивчення Тори. Серед рабинів, які вплинули на формування світогляду, були Гаон із Вільна, Хафец-Хаїм, Хазон-Иш та інші. Також відомі як «міснагдім», буквально «противники», тобто опоненти хасидів.
- Сефарди-харедім — напрямок серед ізраїльських харедім, що включає ортодоксів-сефардів (за даними CBS, налічують приблизно 300 тисяч осіб).
- Хардаль, хардальникі — (абревіатура від «національні харедім») — найбільш консервативна частина прихильників релігійного сіонізму, чий спосіб життя знаходиться ближче до ультраконсервативних (харедім), ніж до сучасних консервативних, що не зараховуються до харедім.

Поділ на напрями є певною мірою умовним, оскільки як серед послідовників литовської течії, так і серед хасидів є і сефарди; немає чіткої межі між хардаль і частиною бреславських і любавічеських хасидів, що стоять на просіоністських позиціях, а також між литваками і сучасними ортодоксами (не харедім).

## Особливості

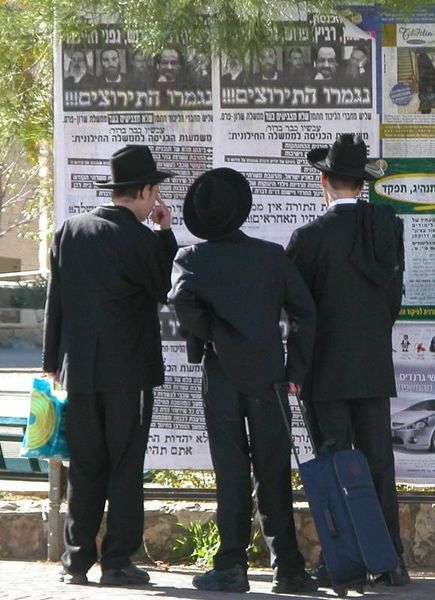
Типові молоді харедім читають агітаційні афіші на підтримку блоку «Яхадут ха-Тора» в уряді Шарона під час розмежування.

### Звільнення від служби в армії
Юнаки-харедім, учні в ешивах, звільнялися від служби в ізраїльській армії з часу створення держави. Спочатку мова йшла про декілька сотень осіб, але з часом кількість харедім призовного віку значно збільшилася. У липні 2002 року набрав чинності Закон Таля, що дозволяє учням в єшивах отримувати автоматично відстрочку від призову до досягнення 22 років. Потім відстрочка або продовжувалася щорічно для тих, хто продовжували навчання в єшиві або дубів [en], а іншим пропонувався вибір між призовом на 16 місяців або проходженням альтернативної служби протягом року. При цьому учням єшив і коллелей заборонялося влаштовуватися на роботу навіть на неповну ставку. Закон був прийнятий як тимчасовий захід строком на п'ять років і був продовжений ще на п'ять років. У лютому 2012 року Закон Таля був визнаний неконституційним Верховним судом, і в серпні 2012 року термін дії цієї норми закінчився. Відповідно до діючого закону, харедім, отримавши повістку, повинні з'явитися на призовний пункт у загальному порядку (і можуть бути заарештовані за неявку), але потім їх призов, як правило, відкладається за розпорядженням міністра оборони як недоцільний.
У 2002 році в складі Бригади Кфір був утворений 97-й батальйон «Нецах Єгуда» (івр. נצח יהודה, неофіційно називається також «Нахаль Хареді» (івр. נח"ל חרדי) для харедім, які бажають служити в армії, при цьому строго дотримуючи релігійні обряди, наприклад, на їх базах не проходять службу жінки, вивчення Талмуда входить у розпорядок дня, а нагляд над кашрутом (кошерних продуктів) здійснюється на рівні, прийнятому в громадах харедім. Одночасно багато з них набувають цивільну професію. Проте значна частина батальйону — вихідці з сімей харедім, відраховані або котрі кинули навчання в єшиві ще до призову в армію (багато з них або їх батьків приєдналися до харедім лише на якомусь етапі життя і не вписалися повністю в цей прошарок), а також вихідці з найбільш ортодоксальних кіл релігійних сіоністів, тобто не харедім за походженням, які віддають перевагу службі спільно з харедім. Більшість призовників із сімей релігійних сіоністів воліють служити в рамках Хесдер, тобто поєднуючи навчання в єшиві зі службою в армії протягом п'яти років, з яких від 16 до 24 місяців припадають на військову службу.

### Система освіти

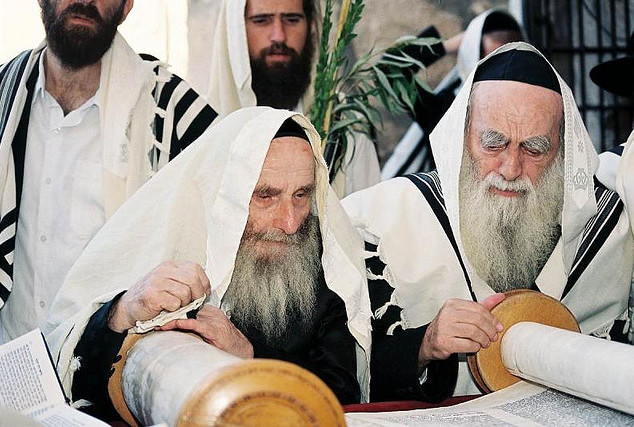
Літні євреї-харедім під час читання Тори.

Існує окрема недержавна система навчальних закладів. Хлопчики вчаться окремо від дівчаток. Навчання хлопчиків починається з 3 років. Спочатку хлопчики вчаться в хедері, де докладно вивчають Хумаш з коментарями, продовжують в єшиві, а після одруження — в дубів. Глибоко вивчаються вавилонський Талмуд і Галаха. Світські предмети вивчаються в мінімальному обсязі або не вивчаються зовсім.

### Одяг
Одяг харедім схожий на уніформу. В одязі переважає темний колір.
Цілий рік чоловіки одягаються здебільшого в темні костюми, білі сорочки, чорні шапочки (ярмулки) і чорні капелюхи. Багато чоловіків під сорочкою носять Таліт-катан.
Жінки одягаються закрито. Довгі спідниці, довгі рукави. Одружені жінки покривають волосся хусткою, перукою або перукою з капелюшком. У деяких хасидських громадах харедім дружини носять на голові тільки хустку. Одяг червоного кольору є неприйнятним в суспільстві. Проте в останні роки жінки-харедім стали застосовувати більше кольору в одязі.

### Сім'я
Ідеологія харедім виступає за багатодітність. Більшість сімей в середньому нараховують 7-8 дітей. Пару для свого сина або дочки підшукують батьки, користуючись, як правило, послугами свах. Дошлюбні зв'язки заборонені. Відсоток розлучень нижчий, ніж серед інших ізраїльтян.

### Працевлаштування
Тільки меншість харедім-чоловіків в Ізраїлі офіційно працюють. Число ультроортодоксальних ізраїльських чоловіків, що працюють в даний час, склало 47 % від їх загальної чисельності. У той же час число працюючих жінок-харедім збільшується і склало 81 %. Основу бюджету сім'ї становлять державні дотації і, часто, заробіток дружини. Також вони користуються пільгами, медичними страховками тощо, як і всі громадяни Ізраїлю. Однак невелика частина харедім принципово не користуються жодною допомогою від держави, проти існування якої вони виступають, і в цілому уникають вступати з нею в будь-які відносини аж до забезпечення своїх кварталів електрикою, виробленою власними генераторами (також через побоювання порушення законів шаббата співробітниками Електричної компанії).

### Райони проживання
В Ізраїлі існують окремі міста, де більшість жителів є харедім (Бней-Брак, Ельада, Бейтар-Іліт, Бейт-Шемеш, Модіїн Іліт, Рехасім і ін.). У багатьох великих містах, в тому числі в Єрусалимі, є окремі квартали, де селяться, в основному, харедім, наприклад, Меа Шеарім. У США і Канаді є кілька районів харедім, в основному, в Брукліні, Торонто і Монреалі, а також кілька невеликих містечок в штатах Нью-Йорк і Нью-Джерсі, де харедім складають значну частину населення.

## В культурі
- Неортодоксальна — американсько-німецький мінісеріал 2020 року про життя жінки-харедім до та після її втечі з громади.